# Mesochorus impiger
Mesochorus impiger là một loài tò vò trong họ Ichneumonidae.